# Tapinarof
Le tapinarof, également connu sous le nom de benvitimod et vendu sous le nom de marque Vtama, est un médicament utilisé pour traiter le  psoriasis en plaques,. Le médicament est appliqué sur la peau.
Les effets secondaires de ce médicament comprennent la folliculite, les démangeaisons et la dermatite de contact. Il s'agit d'un activateur du récepteur des hydrocarbures aryliques.
Il est approuvé pour un usage médical aux États-Unis depuis 2022. À cette même date,  il n'est approuvé ni en Europe ni au Royaume-Uni. Aux États-Unis, 60 grammes de crème à 1 % coûtent environ 1 400 dollars américains en 2022.